# زنگوله‌پری خالدار
زنگوله‌پری خالدار (نام علمی: Prosartes maculata) نام یک گونه از سرده زنگوله‌های پری است.